# Louis-Alexandre Berthier
Louis-Alexandre Berthier, (20 de novembro de 1753 – 1 de junho de 1815) 1.º Príncipe de Wagram, Príncipe Soberano de Neuchâtel, era um Marechal do Império que atuava como Ministro da Guerra e chefe do estado-maior de Napoleão. Nascido em uma família militar, ele serviu no Exército francês e sobreviveu às suspeitas de monarquismo durante o Reinado do Terror, antes de uma rápida ascensão na hierarquia durante as Guerras Revolucionárias Francesas. Embora um defensor chave do golpe contra o Diretório que deu a Napoleão o poder supremo, e presente para suas maiores vitórias, Berthier se opôs fortemente ao alongamento progressivo das linhas de comunicação durante a Campanha russa. Com permissão para se aposentar pelo regime restaurado dos Bourbon, ele morreu de causas não naturais pouco antes da Batalha de Waterloo. A reputação de Berthier como um excelente organizador operacional permanece forte entre os historiadores atuais.

## Juventude
Berthier nasceu em 20 de novembro de 1753 em Versalhes filho do tenente-coronel Jean-Baptiste Berthier (1721-1804), um oficial do Corpo de Engenheiros Topográficos e sua primeira esposa (casada em 1746) Marie Françoise L'Huillier de La Serre. Ele era o mais velho de cinco filhos, com os três irmãos também servindo no exército francês, dois deles se tornando generais durante as Guerras Napoleônicas.

## Carreira militar

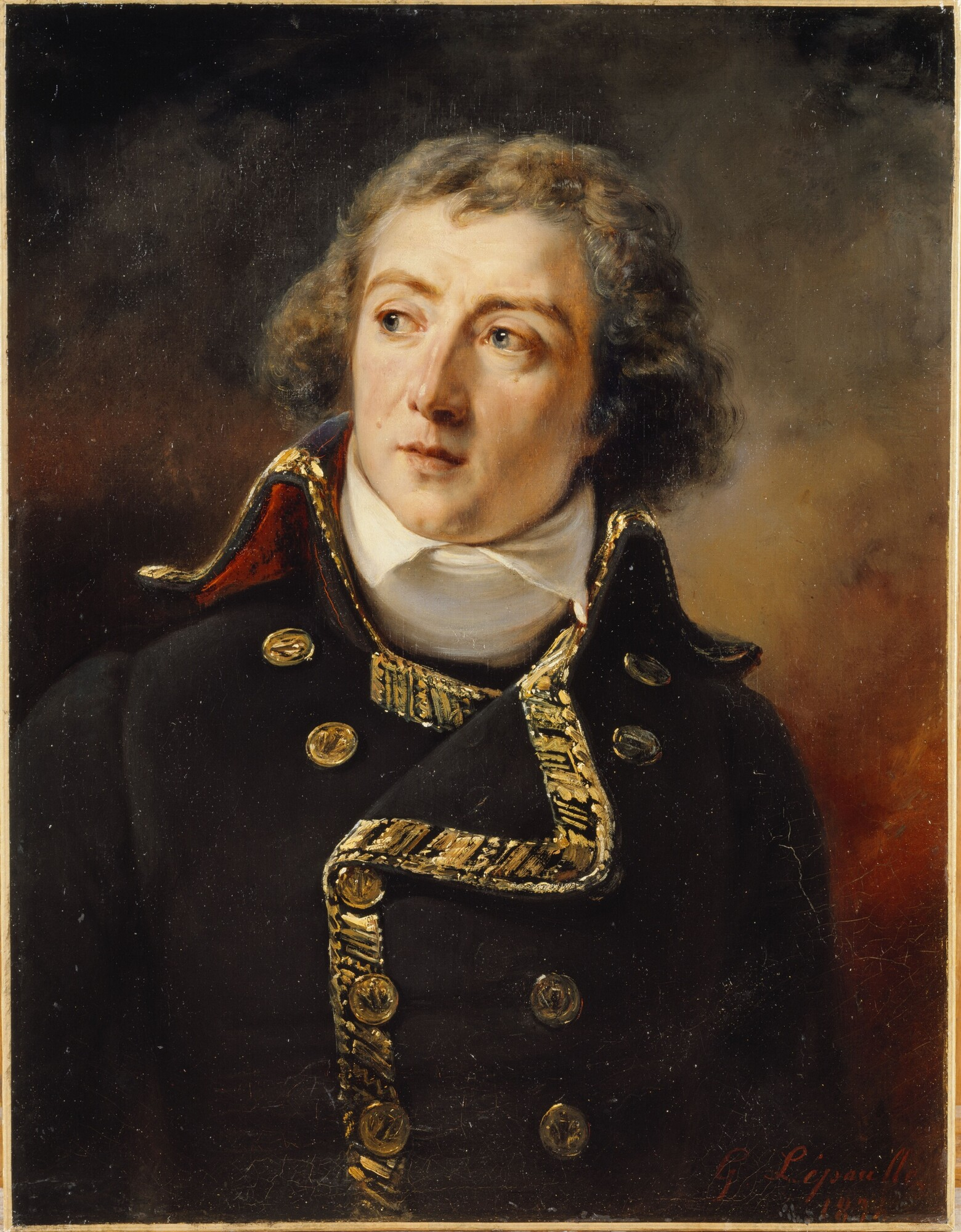
Berthier como Maréchal de camp em 1792, por François-Gabriel Lépaulle.

Quando menino, Berthier foi instruído na arte militar por seu pai, um oficial do Corps de genie (corpo de engenheiros). Aos dezessete anos, ele entrou para o exército, servindo sucessivamente no estado-maior, nos engenheiros e no Régiment Royal–Allemand Cavalerie de Charles Eugène de Lorraine. Em 1780, Berthier foi para a América do Norte com o general Rochambeau e, em seu retorno, tendo atingido o posto de coronel, foi empregado em vários cargos de estado-maior e em uma missão militar na Prússia. Durante a Revolução Francesa, como chefe do Estado-Maior da Guarda Nacional de Versalhes, ele protegeu as tias de Luís XVI da violência popular e ajudou sua fuga em 1791.
 

Em 1792, Berthier foi imediatamente nomeado chefe do estado-maior do marechal Nicolas Luckner e desempenhou um papel distinto na campanha dos generais Dumouriez e Kellermann em Argonne. Ele serviu com grande crédito na Guerra Vendéia de 1793-1795 e, no ano seguinte, foi nomeado general de divisão e chefe do Estado-Maior (major-général ) do Exército da Itália, que Bonaparte havia recentemente sido nomeado para comandar. Ele desempenhou um papel importante na Batalha de Rivoli, substituindo o General Joubert quando este foi atacado pelo general austríaco Jozsef Alvinczi. Seu poder de trabalho, precisão e compreensão rápida, combinados com sua longa e variada experiência e seu completo domínio dos detalhes, fizeram de Berthier o chefe de gabinete ideal. Nessa posição, Berthier foi o assistente mais valioso de Napoleão pelo resto de sua carreira. 

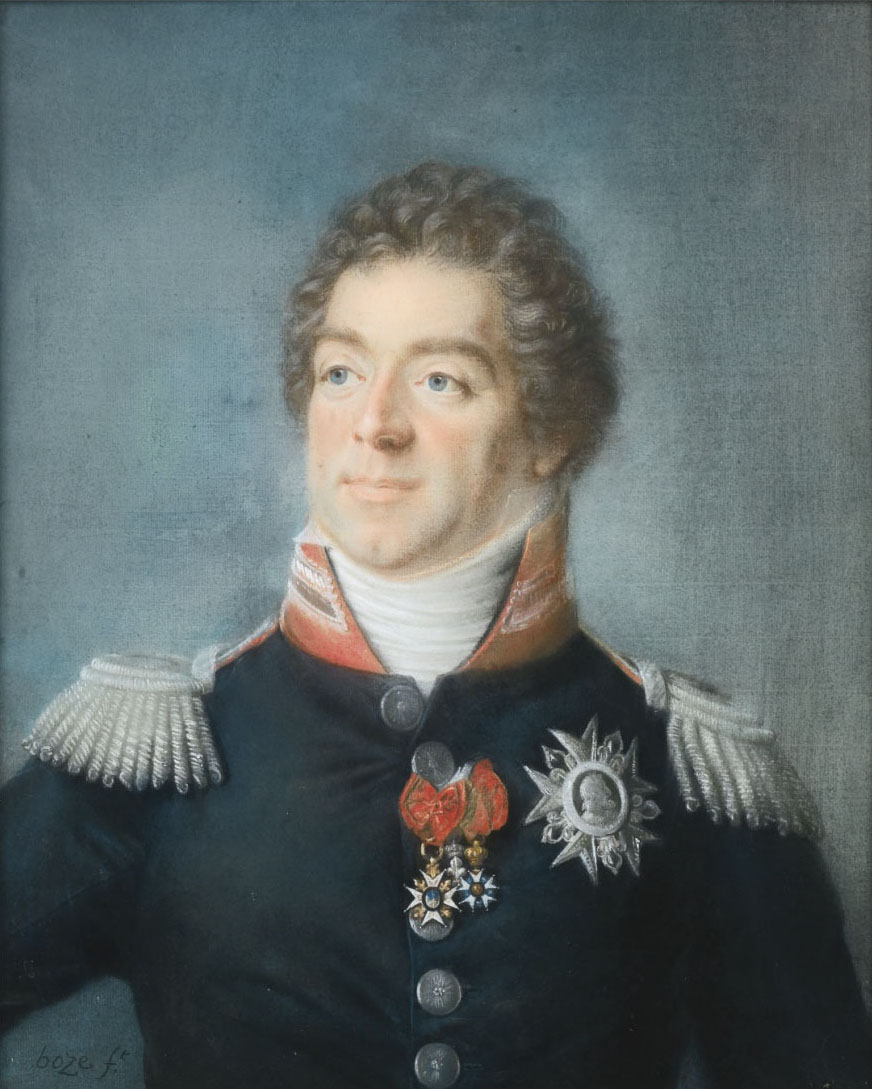
Berthier foi o chefe de gabinete de Napoleão desde o início de sua primeira campanha italiana em 1796 até sua primeira abdicação em 1814. A eficiência operacional do Grande Armée deveu muito a suas consideráveis habilidades administrativas e organizacionais.

Berthier acompanhou Napoleão ao longo da campanha de 1796 e foi deixado no comando do exército após o Tratado de Campo Formio. Ele estava neste cargo em 1798 quando entrou na Itália, invadiu o Vaticano, organizou a República Romana e fez o Papa Pio VI prisioneiro. Berthier supervisionou a transferência do Papa para Valence, onde, após uma jornada tortuosa, Pio morreu. A morte do Papa desferiu um grande golpe no poder político do Vaticano que, no entanto, não se mostrou tão efêmero quanto o do Primeiro Império Francês.
Depois disso, Berthier juntou-se ao seu chefe no Egito, servindo lá até o retorno de Napoleão. Ele ajudou no Golpe de 18 de Brumário (9 de novembro de 1799), depois se tornando Ministro da Guerra por um tempo. Durante a Batalha de Marengo, Berthier foi o chefe nominal do Exército da Reserva, mas o primeiro cônsul acompanhou o exército e ele atuou na realidade, como sempre, como chefe do Estado-Maior de Napoleão.
Para que ninguém pensasse que este era um trabalho relativamente seguro, um oficial subordinado contemporâneo, Brossier, relata que na Batalha de Marengo:
O general em chefe Berthier deu suas ordens com a precisão de um guerreiro consumado, e em Marengo manteve a reputação que tão justamente adquiriu na Itália e no Egito sob as ordens de Bonaparte. Ele próprio foi atingido por uma bala no braço. Dois de seus ajudantes de campo, Dutaillis e La Borde, tiveram seus cavalos mortos. 
No final da campanha, ele foi empregado em negócios civis e diplomáticos. Isso incluiu uma missão à Espanha em agosto de 1800, que resultou no retorno da Louisiana para a França pelo Tratado de San Ildefonso em 1 de outubro de 1800, e levou à compra da Louisiana.
Quando Napoleão depôs o rei Frederico Guilherme III da Prússia do principado de Neuchâtel, Berthier foi nomeado seu governante. Isso durou até 1814 e também lhe rendeu o título de príncipe soberano em 1806.
Berthier foi o chefe de gabinete de Napoleão desde o início de sua primeira campanha italiana em 1796 até sua primeira abdicação em 1814. A eficiência operacional do Grande Armée deveu muito a suas consideráveis habilidades administrativas e organizacionais.
Quando Napoleão se tornou imperador, Berthier foi imediatamente nomeado marechal do Império. Ele participou das campanhas de Austerlitz, Jena e Friedland. Ele foi feito duque de Valangin em 1806 e príncipe soberano de Neuchâtel no mesmo ano, e vice-condestável do Império em 1807.
Em 1808, serviu na Guerra Peninsular e, em 1809, serviu no teatro austríaco durante a Guerra da Quinta Coalizão, após a qual recebeu o título de Príncipe de Wagram. Ele estava com Napoleão na Rússia em 1812 e participou do conselho de guerra extremamente incomum sobre se deveria prosseguir, sendo um dos vários que aconselharam contra um avanço sobre Moscou que Napoleão decidiu (encorajado por Joachim Murat). Berthier disse ter chorado com a decisão. Serviu na Alemanha em 1813, e na França em 1814, cumprindo, até a queda do Império Francês, as funções de major-general do Grande Armée.
Após a primeira abdicação de Napoleão, Berthier retirou-se para sua propriedade. Ele fez as pazes com Luís XVIII em 1814 e acompanhou o rei em sua entrada solene em Paris. Durante o breve exílio de Napoleão em Elba, ele informou Berthier de seus projetos. Berthier ficou muito perplexo quanto ao seu curso futuro e, não estando disposto a se comprometer com Napoleão, caiu sob a suspeita tanto de seu antigo líder quanto de Luís XVIII.
No retorno de Napoleão à França, Berthier retirou-se para Bamberg, onde morreu algumas semanas depois, em 1º de junho de 1815, ao cair de uma janela do andar de cima. A maneira de sua morte é incerta. Segundo alguns relatos, ele foi assassinado por membros de uma sociedade secreta, enquanto outros dizem que, enlouquecido ao ver as tropas russas marchando para invadir a França, ele se atirou de sua janela e foi morto.
 

A perda das habilidades de Berthier em Waterloo foi profundamente sentida por Napoleão, como ele mais tarde afirmou de forma sucinta:
Se Berthier estivesse lá, eu não teria conhecido esse infortúnio. 

## Avaliação de personagem
Berthier era um chefe de gabinete extremamente habilidoso, mas não era um grande comandante de campo. Quando ele estava no comando temporário em 1809, o exército francês na Baviera passou por uma série de reveses. Apesar de seu mérito como general ter sido completamente ofuscado pelo gênio de Napoleão, Berthier era conhecido por suas excelentes habilidades de organização e por ser capaz de compreender e seguir as instruções do imperador nos mínimos detalhes. O general Paul Thiébault disse dele em 1796:
Ninguém poderia ser mais adequado ao general Bonaparte, que queria um homem capaz de dispensá-lo de todo o trabalho minucioso, compreendê-lo instantaneamente e prever o que ele precisaria. 

## Casamento e família
Em 1796, Berthier se apaixonou por Giuseppa Carcano, marquesa Visconti di Borgorato, que seria sua amante durante o Primeiro Império Francês, apesar da desaprovação do imperador. Mesmo quando Napoleão o forçou a se casar com uma princesa da Baviera, a duquesa Maria Elisabeth, em 1808, Berthier conseguiu manter sua amante e sua esposa juntas sob o mesmo teto, um estado de coisas que enfureceu o imperador.
Em 9 de março de 1808, Berthier casou-se com Elisabeth, que era filha única do duque Wilhelm na Baviera e da condessa Palatine Maria Anna de Zweibrücken-Birkenfeld-Rappolstein, irmã do rei Maximiliano I José da Baviera e parente do imperador russo através da linha Wittelsbach no lado bávaro e prussiano (Mecklenburg) de sua linhagem.
Eles tiveram um filho e duas filhas:
- Napoléon-Alexandre, 2.º Duque e 2.º Príncipe de Wagram (11 de setembro de 1810 – 10 de fevereiro de 1887), casado em 29 de junho de 1831 com Zénaïde Françoise Clary (25 de novembro de 1812 – 27 de abril de 1884). Eles tiveram duas filhas, Malcy Louise Caroline Frédérique Berthier Princesa de Walgram (1832-1884), Elisabeth Alexandrine Maria Berthier Princesa de Wagram (1849-1932) e um filho, Louis Philippe Marie Alexandre Berthier, 3.º Príncipe de Wagram (1836-1911);
- Caroline-Joséphine, Princesa de Wagram (22 de agosto de 1812 – 1905), casou-se em 9 de outubro de 1832 com Alphonse Napoléon, Barão d'Hautpoul (29 de maio de 1806 – 25 de abril de 1889);
- Marie Anne Wilhelmine Alexandrine Elisabeth, Princesa de Wagram (19 de fevereiro de 1816 – 23 de julho de 1878). Nasceu logo após a morte de seu pai. Casado em 24 de junho de 1834 com Jules Lebrun, 3.º duque de Plaisance (19 de abril de 1811 – 15 de janeiro de 1872).